# Gokhan Saricam
Gokhan Saricam (Sint-Niklaas, 28 februari 1991) is een Turks-Belgisch mixed martial arts-vechter.

## Jeugd
Saricam werd geboren in Sint-Niklaas op donderdag 28 februari 1991. Hij is de zoon van een Turkse vader en moeder. Het eerste deel van zijn kindertijd bracht hij door in Temse, waar het gezin woonde totdat Gokhan 10 jaar oud was. Daarna verhuisden ze naar Heusden-Zolder. Het was daar dat Saricam al snel de vechtsport zou ontdekken.

## Boksen
Hij begint op zijn 12e met boksen bij De Uitdaging in Genk onder het oog van trainer en voormalig olympisch bokser Abdel Wahhabi. Saricam leert snel en op zijn 17e bokst hij in het Duitse München zijn eerste wedstrijd. Gedurende 10 jaar, van zijn 12de tot en met zijn 22e blijft Gokhan boksen met Wahhabi als trainer.
In 2012 verslaat Saricam de kampioen Kumeso H., en wordt zo Belgisch amateur bokskampioen bij de superzwaargezichten. In 2013 doet hij die prestatie nog eens over en behaalt opnieuw de amateurtitel.
Van de 29 wedstrijden die hij vecht tijdens zijn carrière als bokser, verliest hij er slechts 1.

## Rust
Na zijn tweede Belgische titel besluit Gokhan om de handschoenen aan de haak te hangen en de focus te leggen op ander werk en zijn privéleven. Het leven als bokser brengt financieel niet genoeg op om zijn gezin te kunnen onderhouden en daarom stampt Saricam een eigen schildersbedrijf uit de grond. Ook tijd spenderen met zijn vrouw en twee dochters is heel belangrijk voor hem.

## MMA
De vechtmicrobe verdween echter nooit en in 2018, op zijn 28e, besloot Gokhan om de draad opnieuw terug op te nemen. 
Wanneer hij verneemt dat Gegard Mousasi aan het trainen is in de Kops Gym in Amsterdam, grijpt hij zijn kans en vertrekt naar Nederland. De droom van een succesvolle vechtcarrière is nooit verdwenen en Saricam wil weten wat zijn ware potentieel is door zich eventueel te meten met Mousasi.
De twee raken bevriend en Mousasi nodigt Saricam uit om te beginnen trainen in de gym van de broers Mousasi in Leiden. Gegards oudere broer Gewik Mousasi wordt zo de nieuwe vaste trainer van Saricam. Er volgden enkele wedstrijden, waarna de broers hem voorstelden aan Bellator, waar hij in februari 2019 een contract tekende.
Ondertussen heeft Saricam vier wedstrijden achter de rug onder contract bij Bellator. Drie van de vier heeft hij gewonnen. Tijdens de wedstrijd tegen de Brit Charlie Milner op 5 november 2021, werd Milner door Saricam binnen 15 seconden tegen de grond gewerkt en volgde er een KO. Het was een van de allersnelste knockouts in de geschiedenis van Bellator.
Zijn contract bij Bellator werd in december 2021 verlengd en ondertussen staat Saricam in de top 10 van Bellators beste zwaargewicht vechters.
Op een training in 2020 leerde hij Nederlandse MMA-vechter Alistair Overeem kennen. Ze bouwden een vriendschap op en trainen geregeld samen in Beverwijk.